# Mulciber rosselli
Mulciber rosselli är en skalbaggsart som beskrevs av Stefan von Breuning 1970. Mulciber rosselli ingår i släktet Mulciber och familjen långhorningar. Inga underarter finns listade i Catalogue of Life.